# Городское поселение Ревда
Городское поселение Ревда — муниципальное образование в составе Ловозерского района Мурманской области, Россия.
Административный центр и единственный населённый пункт — посёлок городского типа Ревда.

## География
На западе городское поселение граничит с городскими округами город Оленегорск и город Кировск, на востоке — с сельским поселением Ловозеро.

## Население
| 2009  | 2010  | 2011  | 2012  | 2013  | 2014  | 2015  |
| ----- | ----- | ----- | ----- | ----- | ----- | ----- |
| 9434  | ↘8414 | ↘8401 | ↘8186 | ↘8122 | ↘7979 | ↘7908 |
| 2016  | 2017  | 2018  | 2019  | 2020  | 2021  | 2023  |
| ↘7822 | ↗7873 | ↗8004 | ↘7923 | ↗8002 | ↘6394 | ↘6321 |

Гендерный состав
По данным Всероссийской переписи населения 2010 года 53,6 % мужчин и 46,4 % женщин

## Состав
В состав поселения входит 1 населённый пункт.
| № | Населённый пункт | Тип населённого пункта      | Население    |
| - | ---------------- | --------------------------- | ------------ |
| 1 | Ревда            | пгт, административный центр | ↘6321 (2023) |

Ранее на территории городского поселения существовали населённые пункты Ильма, посёлок Аллуайв, Уютный и Шомйок.